# Cita con la muerte
Para ver resultados sobre la obra de teatro, pinche aquí.
Cita con la muerte (titulada en inglés Appointment with Death) es un libro de la escritora británica Agatha Christie, publicado en 1938.

## Sinopsis
En un viaje por Oriente Medio,  Hércules Poirot coincide con la señora Boynton y sus hijos adoptivos, un ejemplo de figura materna despótica e implacable que sigue condicionando la vida de sus vástagos a pesar de ser estos mayores de edad. Cuando aparezca asesinada, todos serán sospechosos, pues la difunta solo despertaba odio y rechazo en todos los que la conocieron. 

## Personajes
- Señora Boynton: Ex celadora de una cárcel, viuda de Elmer (gobernador de esa cárcel).

- Raymond Boynton: Hijastro de la Señora Boynton.

- Carol Boynton: También hijastra de la Señora Boynton y hermana de Raymond.

- Lennox Boynton: Hermanastro de los anteriores.

- Ginebra Boynton: Hermana del anterior.

- Nadine Boynton: Esposa de Lennox.

- Carbury: Coronel, comisario de Amman.

- Jefferson Cope: Antiguo amigo de los Boynton.

- Theodore Gerard: Eminente especialista en enfermedades mentales.

- Sarah King: Joven doctora en medicina.

- Mahmoud: Guía y criado beduino.

- Annabel Pierce: Profesora, turista, compañera de pensión de lady Westholme.

- Lady Westholme: Turista, miembro del Parlamento inglés.

- Hércules Poirot: Famoso detective belga.

## Nota
Agatha Christie dedica el libro:
«A Richard y Mary Mallock, como recuerdo de su viaje a Petra».

## Adaptación
- Cita con la muerte fue llevada al cine en 1988, dirigida por Michael Winner y protagonizada por Peter Ustinov, Lauren Bacall y Piper Laurie.